# Лангерак, Митчелл
Ми́тчелл Дже́ймс Лангера́к (англ. Mitchell James Langerak; 22 августа 1988, Эмералд) — австралийский футболист, выступавший на позиции вратаря.

## Карьера

### Клубная
В 2007—2010 годах выступал за «Мельбурн Виктори» в A-League. Часть 2007 года провёл в аренде в клубе «Саут Мельбурн» в Премьер-лиге штата Виктория. В сезоне 2008/09 «Мельбурн Виктори» победил как в регулярном чемпионате, так и в плей-офф A-League, Лангерак сыграл тогда за клуб 4 матча в регулярном чемпионате и не играл в плей-офф. В сезоне 2009/10 «Виктори» стал вторым как в регулярном первенстве, так и в плей-офф, Лангерак сыграл 13 матчей в регулярном первенстве и 3 в плей-офф. В 2010 году Лангерак перешёл в дортмундскую «Боруссию».
В июне 2015 года перешёл в «Штутгарт», подписав контракт до 2018 года, сумма трансфера составила 3,5 миллиона евро.
30 августа 2017 года Лангерак стал игроком испанского «Леванте», заключив с клубом контракт на два года. 14 января 2018 года Митчелл Лангерак перешел в японский клуб «Нагоя Грампус».

### В сборной
В 2006 году Лангерак принял участие в молодёжном чемпионате Азии в составе австралийской сборной.

## Достижения
«Боруссия» (Дортмунд)
- Чемпион Германии (2): 2011, 2012
- Обладатель Кубка Германии: 2012
- Обладатель Суперкубка Германии (2): 2013, 2014
- Финалист Лиги чемпионов: 2012/13

## Личная жизнь
31 декабря 2015 года Митч Лангерак женился на своей девушке Рианон Вудс. 5 октября 2018 года у пары родился сын Сантьяго.